# Ferenc Berke
Ferenc Xaver Berke pl. veliko-bakovski (madžarsko  nagy-barkóczi Berke Xavér Ferenc, nemško Franz Xaver Berke von Nagy-Barkócz), slovenski evangeličanski duhovnik, senior pisatelj, plemič, sodnik županijske table v Železni županiji, na Ogrskem, * 25. december 1762, Sebeborci; † 10. februar, 1841, Puconci.

## Življenjepis
Rodil se je v plemiški družini, 25. decembra 1762 v Sebeborcih, očetu Berke Janošu (Luthar in Fliszar ga omenjata kot Tešanovskega Berketa) in Juditi pl. Novak. Krščen je bil 1. januarja 1763, starša pa sta v matični knjigi zapisana kot Nobilis Joannes Berke in Nobilis Juditha Novak. Botra pa sta bila sodniški prisednik Adam pl. Lippich in njegova soproga. Janoš Berke, ki je posedoval posesti v Sebeborcih, Vaneči in Tešanovcih je bil sin Štefana pl. Berke iz Gorice in Helene pl. Luttar iz Sebeborcev, Judita Novak je bila hčerka Franca pl. Novaka iz Mlajtincev, in Katarine Czipoth (hčerke upravnika mursko-soboškega gradu in gospostva Mihaela Czipota in Judite pl. Lengyel). Družina je posedovala posestva v Tešanovcih, Moravcih in Sebeborcih. Imel je še dva mlajša brata (Jožefa, ki je bil križevski ev. duhovnik in Petra, ki je bil trgovec v Debrecenu), ter polsestro Suzano, ki je bila mati puconskega ev. duhovnika in pisatelja Aleksandra Terplana. Ferencov stric je bil vpliven odvetnik in veleposestnik Franc Novak, ki mu je najverjetneje pomagal pri šolanju.
V Čobinu je pridobil osnovno izobrazbo v ljudski šoli, od leta 1778 pa je študiral v evangeličanskem liceju v Bratislavi in Šopronu. V Šopronu je stanoval pri družini evangeličanskega seniroja Štefana pl. Bachicha, ki je bil rojen v Tešanovcih. Tam je spoznal Ano pl. Bachich, ki je kasneje postala njegova druga žena. Berke je nato tri leta študiral na univerzi v Jeni (Nemčija).
Leta 1790 je postal duhovnik v Križevcih. Tam je deloval do leta 1805, ko je mesto duhovnika tam prevzel njegov brat Jožef Berke. Nekaj let je nato služboval v različnih krajih, dokler ni postal župnik v puconski župniji. 14. oktobra 1805 pa je tam postal tudi sosenior, kasneje pa tudi senior. Opravljal je še ugledno službo sodnika županijske table v Železni županiji. Po smrti prve žene Elizabete pl. Poszgai (vdove po Janezu Ringhofferju) se je 27. julija 1820 poročil z Anno pl. Bachich (vdovo po evangeličanskem duhovniku Petru pl. Horvathu iz Meszlena, hčerko evangeličanskega seniorja (superintendenta) Štefana pl. Bachicha in Suzane pl. Kroyher), vendar noben zakon ni prinesel otrok. Brat Suzane pl. Kroyher je bil avstro-ogrski podmaršal baron Karl pl. Kroyher de Helmfels (1755-1838).
1817 je izdal skupaj z Matjašom Godino drugo izdajo Nouvega Zákona Štefana Küzmiča v Bratislavi: Nouvi zákon ali testamentom goszpodna nasega Jezusa Krisztusa zdaj oprvics zgrcskoga na sztári szlovenszki jezik obrnyeni po Stevan Küzmicsi surdanszkom. F. Tudi je podpisal molitvenik Juriva Cipota 1829: Dühovni Áldovi.
Umrl je v Puconcih v 81. letu starosti, pogrebni obred na tamkajšnjem pokopališču pa je vodil njegov nečak Aleksander Terplan.